# شبكة كبت

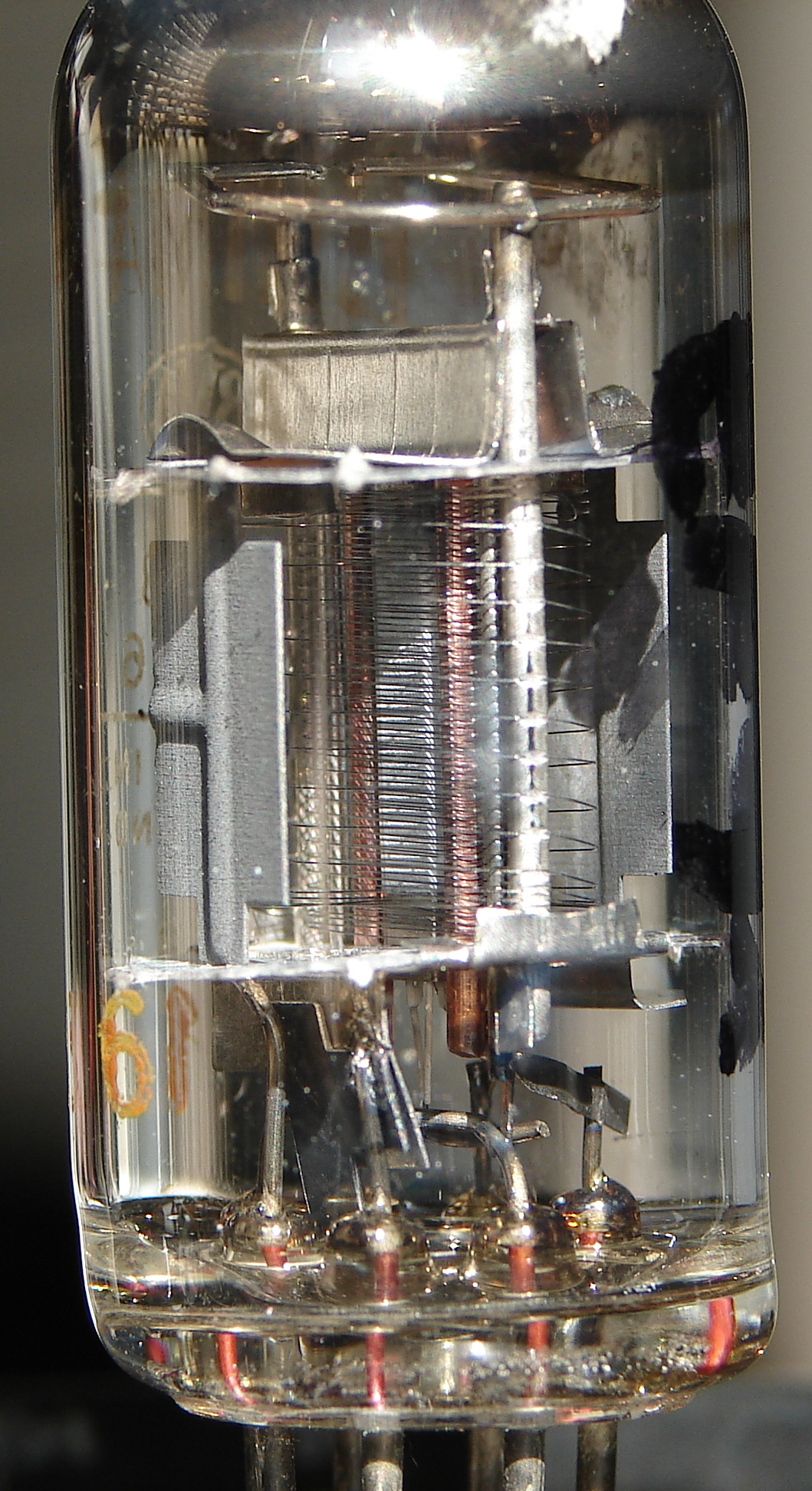
تفصيل الصمام الخماسي الداخلي.

شبكة الكبت قطب كهربائي يشكل العنصر الخامس في الصمام الخماسي ووظيفته هي كبت الانبعاث الثانوي,وتوضع شبكة الكبت بين شبكة الحجب والمصعد في الصمام الرباعي لتحوله إلى صمام خماسي. يجري وصل شبكة الكبت غالبا بالمهبط لتكون ذات جهدية سالبة بالنسبة إلى شبكة الحجب والمصعد,لتتولى منافرة أي إلكترون ثانوي يسير من المصعد إلى شبكة الحجب ويعيده صوب المصعد مانعا إياه من بلوغ شبكة الحجب.تكمن مساوئ الإلكترونات الثانوية في أنها تعاكس اتجاه تيار الصمام الأصلي وتزداد ضراوتها مع رفع جهدية المصعد, ما يحيل الصمام إلى ممارسة مقاومة سالبة بحكم أن الجهد الكهربائي يرتفع في مقابل انخفاض في جملة التيار المار داخل الصمام, كما في حالة الصمام الرباعي, لذا فإن وظيفة شبكة الكبت هي تقويم مسار الإلكترونات الثانوية والتغلب على أثر المقاومة السالبة.